# Fuenmayor
Fuenmayor – gmina w Hiszpanii, w prowincji La Rioja, w La Rioja, o powierzchni 34,29 km². W 2011 roku gmina liczyła 3195 mieszkańców.